# Żmija kaukaska
Żmija kaukaska (Vipera kaznakovi) – gatunek jadowitego węża z rodziny żmijowatych (Viperidae). Zamieszkuje tereny od zachodniego Kaukazu do Morza Czarnego i północno-wschodniej Anatolii do wysokości 3000 m n.p.m.

## Opis
Żmija kaukaska osiąga przeciętną długość 50 cm, przy czym samice są większe niż samce i mają w niektórych przypadkach ok. 75 cm.
Mają kolor jasnożółty, beżowy, czerwonawy, oraz szaro-brązowy i ciemnoszary z ostro oddzielonym zygzakiem na plecach, który spaja się z lekkimi wybrzuszeniami i pokrywa prawie całe ciało gada. Po obu stronach żmija posiada duże, owalne i ciemne plamy. Okazjonalnie występują także całkowicie czarno zabarwione, tzw. melaniczne, osobniki. Górna część głowy jest ciemna z małymi jasnymi plamkami, szyja charakteryzuje się typowym wzorem V, a nad oczami ciągnie się ciemny pasek skroniowy. Głowa jest wyraźnie oddzielona od tułowia. Oczy żmii są wyposażone w pionowe źrenice.

## Występowanie
Żmiję kaukaską można spotkać tylko od zachodniego Kaukazu do Morza Czarnego i północno-wschodniej Anatolii. Preferują gęsto zalesione i wilgotne tereny oraz niskopienne lasy górskie. Ponadto występują także na łąkach oraz terenach rolniczych. Można je spotkać na wysokościach do 3000 m n.p.m.

## Tryb życia
Żmija kaukaska jest aktywna za dnia. Jest bardzo płochliwa i często się chowa. Wygrzewa się wśród niskich krzewów i ucieka w razie zagrożenia. Okres snu zimowego jest w wypadku tego gatunku krótki. Odżywia się przede wszystkim myszami i szczurami, jak i jaszczurkami i małymi ptakami, które zabija jadem. Małe osobniki jedzą szarańcze i młode jaszczurki. Wąż jest żyworodny.

## Jad
Jad żmii kaukaskiej jest tak jak w przypadku wszystkich żmij hemotoksyczny. W razie ukąszenia wymagane jest leczenie z odpowiednią antytoksyną.